# TI-81

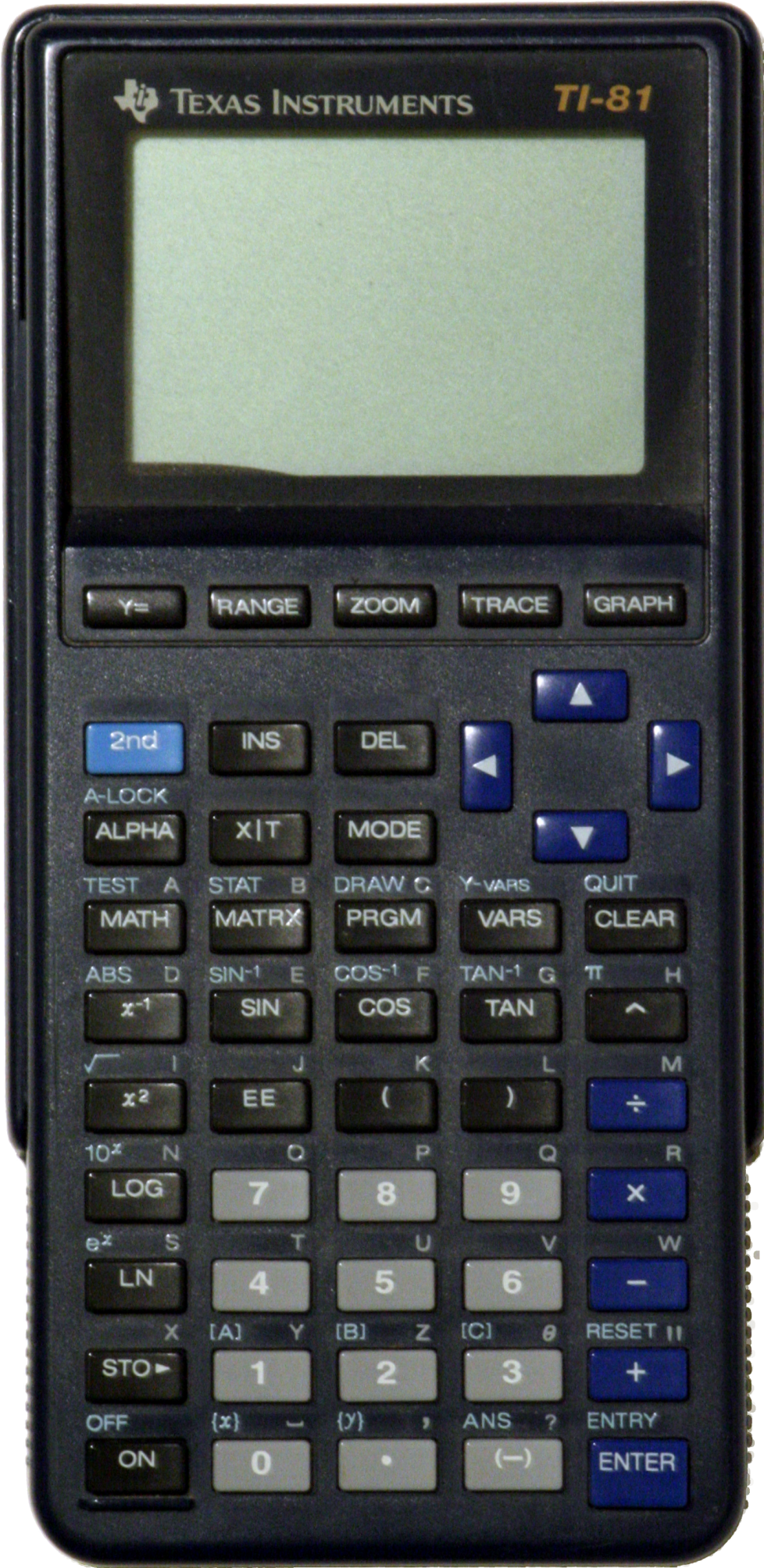
El TI-81.

El TI-81 fue la primera calculadora gráfica fabricada por Texas Instruments. Fue diseñada en 1990 para el uso en cursos de álgebra y precálculo. Desde su lanzamiento original, ha sido reemplazado varias veces por calculadoras más nuevas como el TI-82, TI-83, TI-83 Plus, TI-83 Plus Silver Edition, TI-84 Plus, y más recientemente, el TI-84 Plus Silver Edition. La mayoría de estas calculadoras comparten el conjunto de características originales y la pantalla de 96x64 pixels que comenzaron con esta calculadora.

## Características del TI-81
El TI-81 tiene un microprocesador Zilog Z80, también usado en casi cualquier calculadora gráfica de Texas Instruments (excepto la TI-80, TI-89, TI-89 Titanium, TI-92, TI-92 Plus, y el Voyage 200). Sin embargo, el procesador solamente corre a 2 MHz mientras que las otras calculadoras con el Z80 corrían a una velocidad por lo menos de 6 MHz (el TI-83 Plus Silver Edition, TI-84 Plus, y el TI-84 Plus Silver Edition corren a 15 MHz). La calculadora tenía 2,4 kB de memoria RAM y la memoria ROM no era accesible por el usuario.
Las interacciones del usuario del TI-81 son proporcionadas por su Equation Operation System (Sistema de Operación de Ecuaciones). Esto es comparable al interface proporcionado por los más recientes TI-82, TI-83, etcétera. Este sistema es capaz de tareas como la representación gráfica paramétrica en dos dimensiones (además de la representa gráfica estándar de funciones en dos dimensiones), cálculos trigonométricos expresados en grados o radianes, capacidades simples de dibujo, creación y la manipulación de matrices hasta de un tamaño de 6x6, y la programación en el lenguaje de programación nativo TI-BASIC de Texas Instruments.
Como con sus sucesores, el TI-81 es energizado por cuatro baterías AAA y una batería de litio CR1616 o CR1620 para respaldo (asegurar que los programas se mantengan cuando se están cambiando las baterías AAA).
Texas Instruments distribuye software que, en una computadora de escritorio, emula el TI-81 y su Equation Operating System.